# Melochia kerriifolia
Melochia kerriifolia är en malvaväxtart som beskrevs av José Jéronimo Triana och Planch.. Melochia kerriifolia ingår i släktet Melochia och familjen malvaväxter. Inga underarter finns listade i Catalogue of Life.